# Ezeagu
Ezeagu é uma Área de Governo Local do Enugu (estado), Nigéria. Sua sede fica na vila de Aguobu-Owa.
Possui uma área de 633 km² e uma população de 170,603 censo de 2006.
O código postal da área é 401.